# Ollapotrida
Ollapotrida ist ein Lustspiel in einem Akt des österreichischen Schriftstellers Alexander Lernet-Holenia aus dem Jahr 1926. Der Titel des Stücks bezeichnet das zur Entstehungszeit des Stückes noch recht bekannte, ursprünglich kastilische Eintopfgericht Olla podrida (vgl. frz. Pot pourri) und bedeutet im Zusammenhang dieses Theaterstücks, mit Bezug auf die turbulente Handlung, „Mischmasch“, „Durcheinander“ oder „Allerlei“.

## Handlung
Das Stück spielt in der Zeitperiode der Entstehung des Stücks, an einem frühen Abend in der gehoben eingerichteten Stadtwohnung des Henninger, welche aus einem Salon und einem Nebenzimmer (außerhalb des Bühnenbilds) besteht.
Henninger liegt zusammen mit Marie Lassarus auf einem Diwan, offensichtlich waren sie sich körperlich näher gekommen. Henninger ermuntert die Lassarus aufzustehen und zu gehen, doch diese ziert sich. Es klopft an der Türe und der Diener Toison d’Or (frz. für „Goldenes Vlies“) berichtet, dass Herr Lassarus in merkwürdig heiterer Stimmung vor der Tür stehe. Henninger versucht ihn abzuwimmeln, doch Lassarus möchte unbedingt hereinkommen. Vorgebend, er sei noch nicht angezogen, kann er Lassarus noch kurz vertrösten und versteckt dessen Frau im Nebenzimmer.
Lassarus kommt herein, um Henninger mitzuteilen, er habe Charlotte Rosenzopf und die junge Clara Ende zu einem Stelldichein in Henningers Wohnung eingeladen, sie müssten jeden Moment eintreffen. Henninger ist über diese in keiner Weise abgesprochene Einladung empört, zumal er in seiner Wohnung Lassarus' Frau versteckt, muss sich aber angesichts der nacheinander eintreffenden Damen fügen. Kaum haben die beiden Damen abgelegt, kündigt der Hausdiener an, dass der Rittmeister Rosenzopf, der seiner Frau offenbar von seiner Wohnung aus gefolgt ist, wutentbrannt vor der Tür stehe und Einlass begehre. Gegen Henningers Widerstand verstecken sich auch die beiden hinzugekommenen Damen im Nebenzimmer, kurz bevor Rosenzopf in die Wohnung stürmt und seine Frau sehen will.
Rosenzopf insistiert darauf, in das Nebenzimmer hineinzusehen, wo er seine Frau zu wissen glaubt. Henninger hat nun einen Einfall und erklärt dem ungläubigen Rosenzopf in lautem Ton, dort im Zimmer sei tatsächlich eine Frau, jedoch nicht Rosenzopfs Gemahlin. Er könne zum Schutz der Dame und seiner selbst nicht sagen, um wen es sich handele. Nachdem er des Rittmeisters Stillschweigen eingefordert hat, geht Henninger ins dunkle Nebenzimmer und kommt mit Clara Ende zurück. Der verdutzte Rosenzopf verlässt die Wohnung. Lassarus soll ihm hinterher gehen und sicherstellen, dass er auch wirklich gegangen ist.
Nun kommen auch die Rosenzopf und die Lassarus aus dem Nebenzimmer. Sie wollen gehen, können aber nicht, da der immer noch argwöhnische Rosenzopf draußen vor der Haustür Wache hält. Bald darauf erscheint er erneut, diesmal aber in Begleitung von Clara Endes Vater und Schüsselers, ihres Verlobten, die er in seiner Wut herbeirufen ließ. Die drei Damen können sich gerade noch rechtzeitig ins Nebenzimmer zurückziehen. Rosenzopf behauptet nun, im Nebenzimmer sei Clara Ende. Henninger geht Rosenzopf an, er sei wohl nicht mehr richtig im Kopf, dass er völlig irrig erst seine Ehefrau und dann Clara Ende im Nebenzimmer vermute. Vielmehr habe er heute Abend das Ehepaar Lassarus empfangen, wobei ihr plötzlich nicht wohl geworden wäre. Deshalb sei sie ins Nebenzimmer gegangen, während ihr Mann unterwegs sei, um etwas für sie zu holen. Zum Beweis holt Henninger Frau Lassarus aus dem Nebenzimmer. Vater und Verlobter entschuldigen sich vielmals, während Rosenzopf durchdreht und mit vereinten Kräften aus der Wohnung bugsiert werden muss.
Wenige Augenblicke später ist großer Tumult vor der Tür. Auf dem Flur waren die drei Herren auf Lassarus gestoßen und haben ihm von der Anwesenheit seiner Frau erzählt. Nun versuchen alle vier die Wohnung zu stürmen. Henninger versteckt sich nun mit den drei Damen hinter einer Spanischen Wand und schärft dem die Tür verteidigenden Toison d’Or ein, er solle die Herren hereinlassen und ihnen sagen, er selbst verschanze sich im Nebenraum mit geladenen Pistolen und werde auf jeden schießen, der hereinkommt. Im Salon traut sich der Rittmeister zunächst alleine, dann zusammen mit den anderen Herren in das Nebenzimmer. Sofort verschwinden die drei Damen und Henninger durch die Wohnungstür. Im Nebenzimmer sind die Herren inzwischen außer sich, dass dort weder eine Person noch irgendeine weitere Ausgangsmöglichkeit zu finden sind. Zum Abschluss kommt Toison d’Or entsetzt aus dem Zimmer heraus und gibt vor, sein Herr habe sich aus Verzweiflung aus dem Fenster in den Tod gestürzt.

## Filmadaptionen
- Österreich 1966, Bühnenverfilmung, 69 min, Regie: Wolfgang Glück, unter anderem mit Peter Vogel als Henninger, Christiane Hörbiger als Marie Lassarus und Fritz Muliar als Toison d’Or.[1]

## Ausgaben
- Bühnenmanuskript. Berlin, S. Fischer, 1926
- in: Österreichisches Theater des 20. Jahrhunderts. Hrsg. von Joachim Schondorff. Langen Müller, München 1961, S. 327–373.
- in: Einakter und kleine Dramen der Zwanziger Jahre. Hrsg. von Klaus Siebenhaar. Philipp Reclam, Stuttgart 1988, S. 141–198.